# Numerus Exploratorum Batavorum

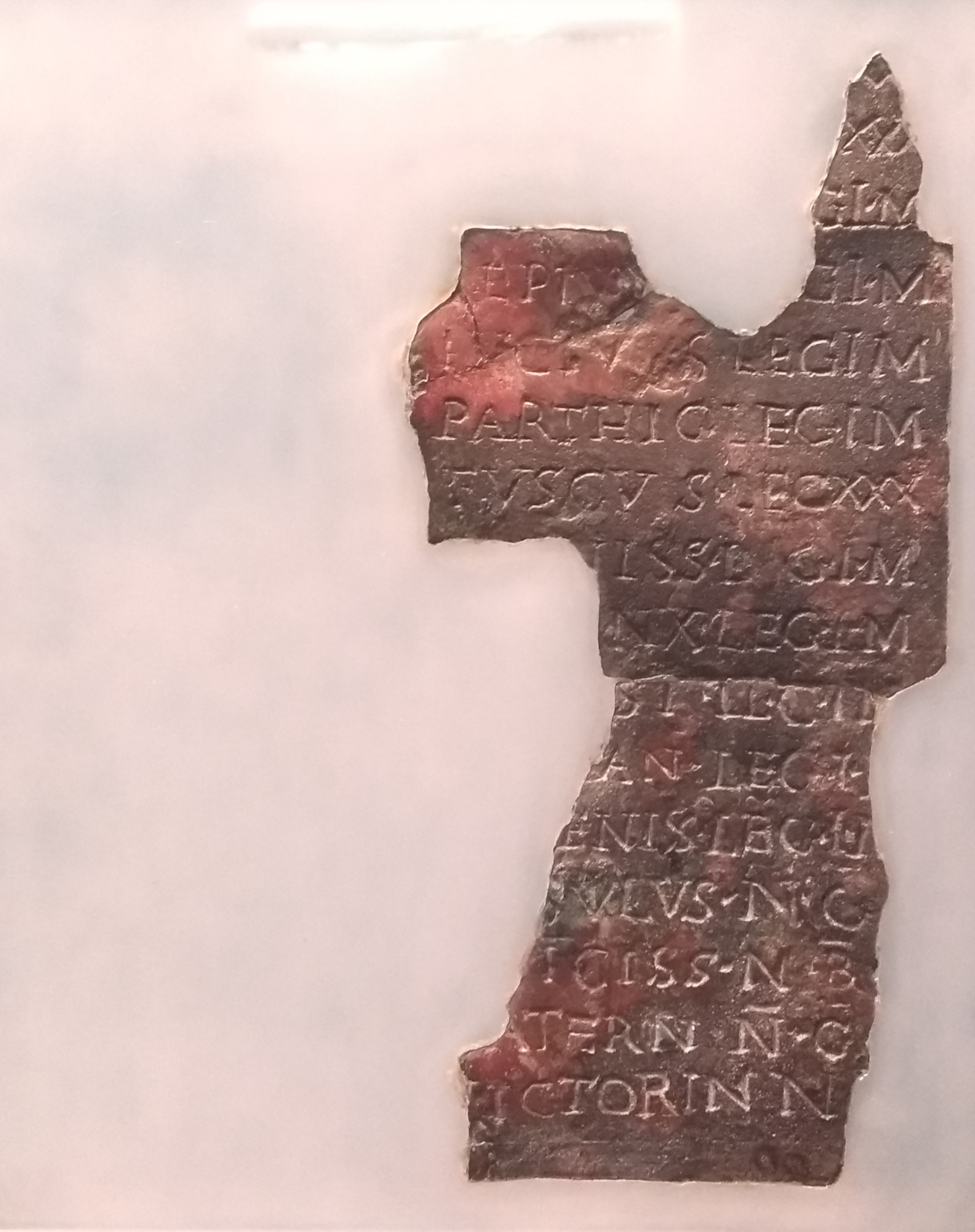
Fragment der bronzenen Soldatenliste aus Köln oder Bonn, die Angabe „N(umerus) B(atavorum?)“ findet sich in der drittletzten Zeile und kann aufgrund eines weiteren Fragments (Link zur Abbildung) auch bei dem Eintrag in der letzten Zeile ergänzt werden

Der Numerus Exploratorum Batavorum (deutsch Numerus der Kundschafter der Bataver) war eine römische Auxiliareinheit. Sie ist durch Inschriften belegt.
Die Sollstärke der Einheit lag vermutlich bei mehr als den 150 bis 200 Mann eines gewöhnlichen Numerus. Es dürfte sich dabei um eine Einheit gehandelt haben, in der sowohl Reiter als auch Fußsoldaten dienten.

## Namensbestandteile
- Exploratorum: der Kundschafter oder Späher.

- Batavorum: der Bataver. Die Soldaten des Numerus wurden bei Aufstellung der Einheit aus dem Volk der Bataver auf dem Gebiet der römischen Provinz Gallia Belgica rekrutiert.

- Antoninianorum: der Antoninianischen. Der Zusatz kommt in einer Inschrift vor.[2][A 1]

## Geschichte
Eine irreguläre Gruppe von batavischen Kundschaftern war vermutlich in der ersten Hälfte des 2. Jahrhunderts n. Chr. vorübergehend in der Provinz Mauretania Caesariensis eingesetzt. Darauf deutet zumindest ein Grabstein hin, der in dieser Provinz gefunden wurde und der für einen Explorator Batavorum errichtet wurde. Im Laufe des 2. Jahrhunderts könnte aus dieser Gruppe dann der Numerus Exploratorum Batavorum entstanden sein.
Der Numerus war im 3. Jahrhundert in der Provinz Germania inferior stationiert. Er ist erstmals durch eine Inschrift nachgewiesen, die beim Kastell Matilo gefunden wurde und die auf 205 n. Chr. datiert ist. Eine weitere Inschrift belegt die Einheit im Jahr 239 in derselben Provinz.
Wohl aus dem 3. Jahrhundert stammen auch zwei beidseitig beschriftete Bronzetafeln, die vermutlich in Köln oder Bonn gefunden wurden und auf ihren vier Seiten fast den identischen Text tragen. Es handelt sich um Namen verschiedener Soldaten, die anscheinend als Stifter einer Weihgabe auftraten. Darunter befinden sich vermutlich auch zwei oder drei Soldaten des Numerus Batavorum, nämlich ein Valerius Felicissimus, ein Refidius Victorinus und möglicherweise ein Marinius [---] (bei dem aber die Truppenangabe auf keiner der vier Seiten erhalten ist). Die entsprechende Abkürzung „N. B.“ ist in diesem Kontext vermutlich als „Numerus Batavorum“ aufzulösen, auch wenn eventuell eine Ergänzung als „Numerus Brittonum“ denkbar wäre und die Soldaten dann zu einer der so benannten Numeri gehören würden.
Möglicherweise nahm die Einheit (bzw. eine Vexillation derselben) am Ende des 2. bzw. am Anfang des 3. Jahrhunderts an Feldzügen außerhalb der eigentlichen Stationierungsprovinz teil. Darauf deuten zumindest Grabsteine hin, die bei Anazarbos in der Provinz Cilicia gefunden wurden.
Ein Bezug zum Numerus Batavorum, der Ende des 4. Jahrhunderts in Oberitalien nachgewiesen ist, kann nur vermutet, aber nicht belegt werden.

## Standorte
Standorte des Numerus in Germania inferior waren möglicherweise:
- Matilo (Leiden-Roomburg): Eine Inschrift wurde hier gefunden.[2]

## Angehörige des Numerus
Folgende Angehörige des Numerus sind bekannt:
| - Audacius Qu(i)etus, ein Soldat und Barcarius consularis (AE 1990, 728) - Aurel(ius) Bitho, ein Reiter (AE 1991, 1553) - Claventius Silvanus, ein Veteran (AE 1990, 990) - Flac(cius) Septiminus (AE 1978, 812) | - Iulius Adventus (CIL 8, 21668) - Marinius [---] - Refidius Victorinus - Valerius Felicissimus |